# NGC 4536
NGC 4536 ist eine Balken-Spiralgalaxie mit hoher Sternentstehungsrate und großflächigen Sternentstehungsgebieten vom Hubble-Typ SAB(rs)bc im Sternbild Jungfrau auf der Ekliptik. Sie schätzungsweise 77 Millionen Lichtjahre von der Milchstraße entfernt. Die Entfernungsmessungen basierend auf den Radialgeschwindigkeiten stimmen nicht mit den rotverschiebungsunabhängigen Entfernungsschätzungen von 49 ± 9 Millionen Lichtjahren überein. Unter der Katalognummer VCC 1562 ist sie als Mitglied des Virgo-Galaxienhaufens gelistet.

Im gleichen Himmelsareal befinden sich u. a. die Galaxien NGC 4527, NGC 4533, NGC 4544, IC 3474.
Das Objekt wurde am 24. Januar 1784 von dem deutsch-britischen Astronomen Wilhelm Herschel entdeckt.